# Film i Väst
Film i Väst er et svensk filmselskab fra 1992, der støtter film- og tv-produktioner økonomisk. Det blev sat i gang af Älvsborgs läns landsting. 
Hovedkvarteret har siden 1996 ligget i Trollhättan, hvor det førhen lå i Alingsås. 
Film i Väst gik tidligere under øgenavnet Trollywood (en blanding af navnene "Trollhättan" + "Hollywood"). Selskabet har siden sin begyndelse sammenlagt produceret mere end 1000 svenske og internationale spillefilm, tv-serier samt dokumentar- og kortfilm.

## Udvalgte produktioner
- The Girl in the Spider's Web – Det der ikke slår os ihjel (2018)
- Tumbbad (2018)
- Fortidens spor (2017)
- Hævnen (2010)
- Cornelis (2010)
- Snabba Cash (2009)
- Antichrist (2009)
- De ufrivillige (2008)
- Storm (2006)
- Zozo (2005)
- Tjenare kungen (2005)
- Kim Novak badede aldrig i Genesarets sø (2005)
- Tilbage til Dalarna (2004)
- Danslärarens återkomst (2004)
- Kops (2003)
- Miffo (2003)
- Slanke Sussie (2003)
- Tillfällig fru sökes (2003)
- Den tredje bølge (2003)
- Hannah med H (2003)
- Dogville (2003)
- Alla älskar Alice (2002)
- Bäst i Sverige! (2002)
- Lilja 4-ever (2002)
- Livvagterne (2001)
- Tsatsiki – Venner for altid (2001)
- Dancer in the Dark (2000)
- Den bedste sommer (2000)
- Jalla! Jalla! (2000)
- Tillsammans (2000)
- Det nye land (2000)
- Nul tolerance (1999)
- Tsatsiki, moren og politimanden (1999)
- Fucking Åmål (1998)
- Under solen (1998)